# Tonkouinatus magnituber
Tonkouinatus magnituber is een hooiwagen uit de familie Pyramidopidae.